# Rue t'Serclaes
Pour les articles homonymes, voir t'Serclaes.

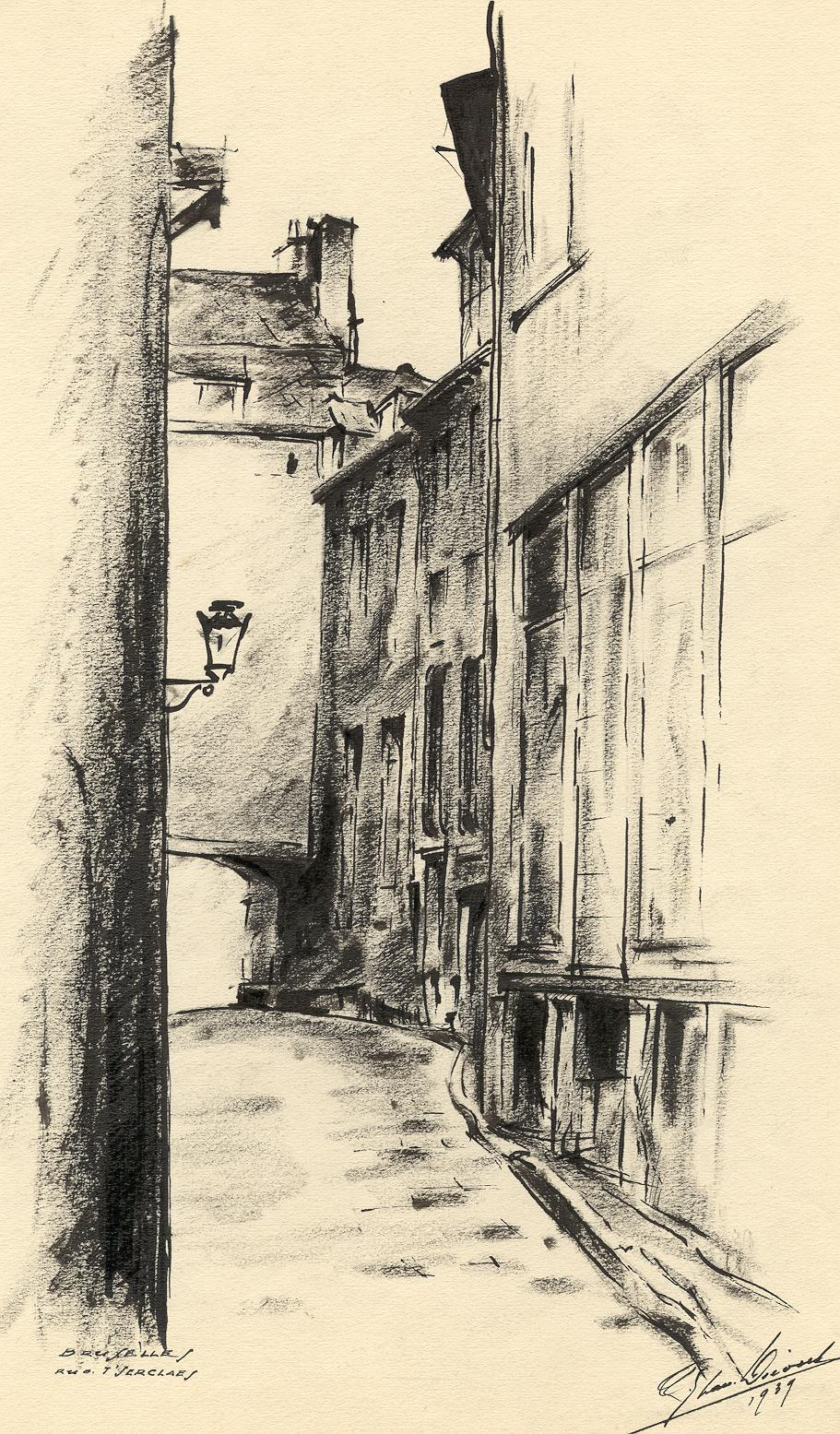
La rue t'Serclaes à Bruxelles, en 1939, avant qu'elle ne devienne un couloir entièrement bétonné. (Dessin à l'encre de Chine par l'architecte Léon van Dievoet).

La rue t'Serclaes est une ruelle bruxelloise qui commence son cheminement rue d'Assaut, entre les numéros 15-17, et le termine rue d'Arenberg, entre les maisons 36 et 38.
Jadis venelle encore habitée, elle a subi les dégâts de la bruxellisation qui l'a bétonnée, au point qu'elle soit devenue ce qu'on appelle une back-street, bordée d'un mur aveugle.
Elle doit ce nom moderne à l'arrêté du 17 juin 1851 qui voulut célébrer ici la famille du héros Éverard t'Serclaes, ancêtre de Jean t'Serclaes, comte de Tilly, commandant en chef des armées de la Ligue catholique et du Saint-Empire romain germanique pendant la première partie de la guerre de Trente Ans ainsi que d'Émile de t'Serclaes de Wommersom, héros de la révolution belge de 1830 et diplomate.
Jadis elle se nommait ruelle d'Eggloy, en flamand Eggloy straetken, car cette puissante famille des Lignages de Bruxelles avait son steen ou porta dans les parages.
Au XVIIIe siècle, la présence de l'auberge du Pélican d'Or, à l'angle de la rue d'Assaut, lui fit porter le nom de rue du Pélican.